# Преторо
Прето̀ро (на италиански: Pretoro, на местен диалект Prëtèurë, Прътеуръ) е село и община в Южна Италия, провинция Киети, регион Абруцо. Разположен е на 602 m надморска височина. Населението на общината е 965 души (към 2010 г.).